# Кошаркашка репрезентација Венецуеле
Кошаркашка репрезентација Венецуеле представља Венецуелу на међународним кошаркашким такмичењима. Њено административно тело је Кошаркашки савез Венецуеле (ФВБ). (Шпански: Federación Venezolana de Baloncesto). Освојили су ФИБА Америчко првенство 2015. године.
Венецуела се квалификовала за Олимпијаду 1992. и за Олимпијаду 2016. године. Венецуела је била домаћин Олимпијског квалификационог турнира 2012, најпрестижнијег кошаркашког догађаја у земљи икада. Касније, земља је такође била домаћин ФИБА Америчког првенства 2013. године.
Све у свему, екипа Венецуеле је учествовала на међународним такмичењима у кошаркашкој федерацији (ФИБА), као што су Летње олимпијске игре Међународног олимпијског комитета , ФИБА Светско првенство и Америчко првенство. Такође су се такмичили на другим санкционисаним кошаркашким догађајима као што су Панамеричке игре и Боливарске игре.

## Освајачи
- ФИБА Америчко првенство: 
 Освајачи: 2015.

## Достигнућа

### Олимпијске игре
| Година | Позиција           | Турнир                      | Домаћин                |
| ------ | ------------------ | --------------------------- | ---------------------- |
| 1992   | 11                 | Летње Олимпијске игре 1992. | Барселона, Шпанија     |
| 2016   | 10                 | Летње олимпијске игре 2016. | Рио де Жанеиро, Бразил |
| 2020   | Треба да се утврди | Летње олимпијске игре 2020. | Токио, Јапан           |

### Светско првенство
| Година | Позиција | Турнир                            | Домаћин                      |
| ------ | -------- | --------------------------------- | ---------------------------- |
| 1950   | –        | Светско првенство у кошарци 1950. | Буенос Ајрес, Аргентина      |
| 1954   | –        | Светско првенство у кошарци 1954. | Рио де Жанеиро, Бразил       |
| 1959   | –        | Светско првенство у кошарци 1959. | Чиле                         |
| 1963   | –        | Светско првенство у кошарци 1963. | Рио де Жанеиро, Бразил       |
| 1967   | –        | Светско првенство у кошарци 1967. | Уругвај                      |
| 1970   | –        | Светско првенство у кошарци 1970. | Југославија                  |
| 1974   | –        | Светско првенство у кошарци 1974. | Порторико                    |
| 1978   | –        | Светско првенство у кошарци 1978. | Филипини                     |
| 1982   | –        | Светско првенство у кошарци 1982. | Колумбија                    |
| 1986   | –        | Светско првенство у кошарци 1986. | Шпанија                      |
| 1990   | 11       | Светско првенство у кошарци 1990. | Аргентина                    |
| 1994   | –        | Светско првенство у кошарци 1994. | Канада                       |
| 1998   | –        | Светско првенство у кошарци 1998. | Атина, Грчка                 |
| 2002   | 14       | Светско првенство у кошарци 2002. | Индијанаполис, САД           |
| 2006   | 23       | Светско првенство у кошарци 2006. | Јапан                        |
| 2010   | –        | Светско првенство у кошарци 2010. | Турска                       |
| 2014   | –        | Светско првенство у кошарци 2014. | Шпанија                      |
| 2019   | 14       | Светско првенство у кошарци 2019. | Кина                         |
| 2023   | 30       | Светско првенство у кошарци 2023. | Филипини, Јапан и Индонезија |

### Америчко првенство
| Година | Позиција | Турнир                             | Домаћин                                   |
| ------ | -------- | ---------------------------------- | ----------------------------------------- |
| 1980   | –        | Америчко првенство у кошарци 1980. | Сан Хуан, Порторико                       |
| 1984   | –        | Америчко првенство у кошарци 1984. | Сао Пауло, Бразил                         |
| 1988   | 7        | Америчко првенство у кошарци 1988. | Монтевидео, Уругвај                       |
| 1989   | 4        | Америчко првенство у кошарци 1989. | Мексико Сити, Мексико                     |
| 1992   |          | Америчко првенство у кошарци 1992. | Портланд, САД                             |
| 1993   | 6        | Америчко првенство у кошарци 1993. | Сан Хуан, Порторико                       |
| 1995   | 9        | Америчко првенство у кошарци 1995. | Тукуман, Аргентина                        |
| 1997   | 7        | Америчко првенство у кошарци 1997. | Монтевидео, Уругвај                       |
| 1999   | 5        | Америчко првенство у кошарци 1999. | Сан Хуан, Порторико                       |
| 2001   | 5        | Америчко првенство у кошарци 2001. | Неукен, Аргентина                         |
| 2003   | 5        | Америчко првенство у кошарци 2003. | Сан Хуан, Порторико                       |
| 2005   |          | Америчко првенство у кошарци 2005. | Санто Доминго, Доминиканска Република     |
| 2007   | 8        | Америчко првенство у кошарци 2007. | Лас Вегас, САД                            |
| 2009   | 9        | Америчко првенство у кошарци 2009. | Сан Хуан, Порторико                       |
| 2011   | 5        | Америчко првенство у кошарци 2011. | Мар дел Плата, Аргентина                  |
| 2013   | 5        | Америчко првенство у кошарци 2013. | Каракас, Венецуела                        |
| 2015   |          | Америчко првенство у кошарци 2015. | Мексико Сити, Мексико                     |
| 2017   | 9        | Америчко првенство у кошарци 2017. | 4 града у Аргентини, Колумбији и Уругвају |

### Панамеричке игре
- 1955: 6. место
- 1975: 8. место
- 1983: 8. место
- 1987: 8. место
- 1991: 10. место
- 2015: 7. место
- 2019: Треба да се утврди

### ФИБА Јужноамеричко првенство
- 1961: 8. место
- 1979: 5. место
- 1985: 4. место
- 1987:
- 1991:
- 1993:
- 1995: 4. место
- 1997:
- 1999:
- 2001:
- 2003: 4. место
- 2004:
- 2006: 4. место
- 2008:
- 2010: 4. место
- 2012:
- 2014:
- 2016:

### Боливарске игре
- 2001:
- 2005:
- 2009:
- 2013: